# 美国陆军后勤大学
37°13′30″N 77°20′47″W / 37.22500°N 77.34639°W
陆军后勤大学（英語：Army Logistics University，縮寫：ALU），成立于2009年，前身为陆军后勤管理学院，隶属于美国陆军训练与条令司令部，位于弗吉尼亚州的李堡，主要负责为美国陆军后勤军官、士官、和国防部文职人员提供相关训练和教育。现任校长为迈克尔·K·威廉姆斯，为国防部文职官员；教务长为布兰特·D·考瑞尔上校。

## 历史

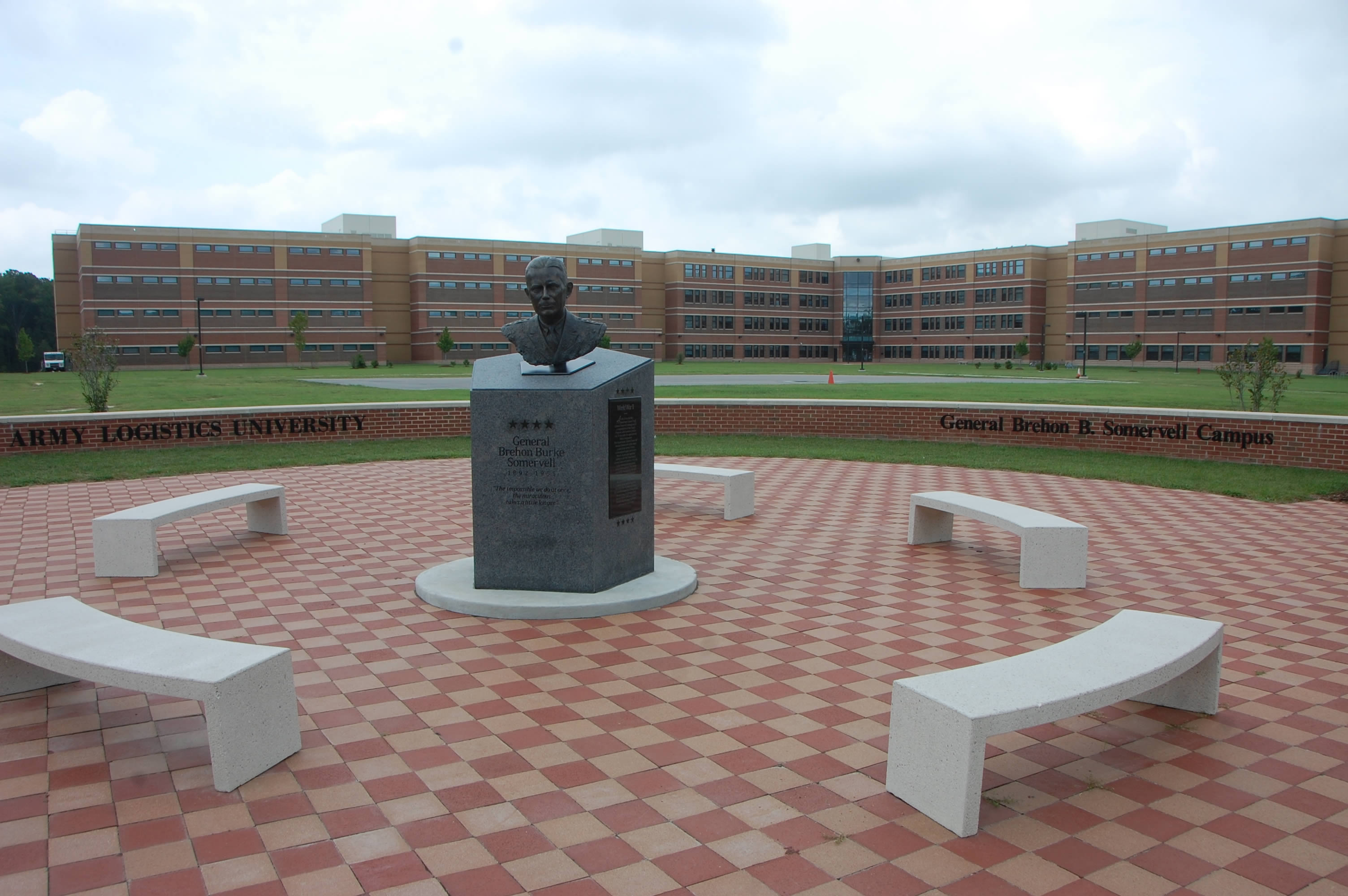
校园

陆军后勤大学最早可以追溯至1954年7月1日由美国陆军在弗吉尼亚州的李堡设立的一个为期12周的陆军后勤管理课程。1956年5月1日，在此基础上成立了陆军后勤管理中心（英語：Army Logistics Management Center），设有需求管理、采购、分配、维护、财产处置五项课程，此后数十年间该教育机构不断扩充规模，于1987年8月扩建为陆军后勤管理学院。2009年，美国陆军训练与条令司令部对下属军事学校进行重组，其中陆军后勤管理学院与军需学校、运输学校、军械维修学校、弹药与电子学校等合并为陆军后勤大学。

## 课程

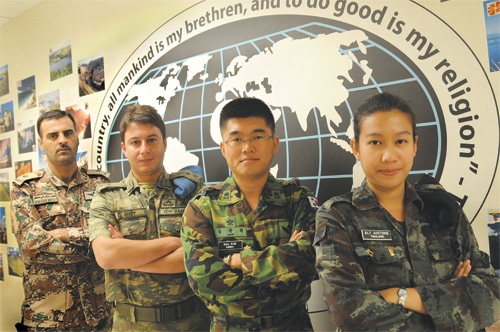
国际学生

陆军后勤大学受职业教育委员会认证，目前仅对毕业学生授予非学位性质的毕业证书。其中下属的后勤领导学院（英語：Logistics Leader College）负责对军衔从少尉至上校的后勤军官分别提供初级军官领导课程、上尉职业课程（英語：Captains Career Course）、和高级指挥等课程；技术后勤学院（英語：Technical Logistics College）负责对后勤技术军官进行业务培训；后勤士官学院（英語：Logistics Non-commissioned Officer Academy）负责对后勤士官进行业务培训。此外，陆军后勤大学还有针对国防部文职人员的相关课程，并接收来自全世界80多个国家军队公派的国际学生。陆军后勤大学还与弗吉尼亚州立大学和佛罗里达理工学院等学术团体进行相关合作，其终极目标是发展成为一个可授予学位的高等教育机构。